# John Richard Passmore

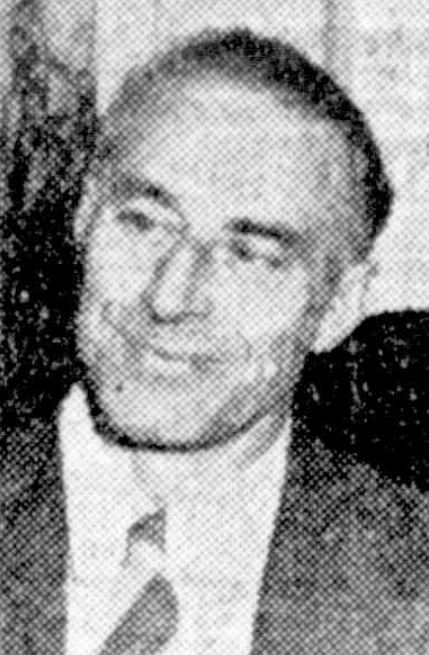
John Richard Passmore, 1954.

John Richard Passmore (* 4. Februar 1904 in Redfern, New South Wales; † 9. Oktober 1984 in Stanmore, New South Wales) war ein australischer Maler des Abstrakten Expressionismus und Kunstlehrer.

## Leben und Werk
John Richard Passmore war der Sohn des Wächters John Passmore und der in Queensland geborenen Elizabeth Webber. Mit 13 Jahren verließ er die Schule und arbeitete zunächst als Farbmischer für einen Schildermaler. Anfang der 1920er Jahre war er bei der Werbeagentur Smith & Julius als Werbezeichner in Sydney beschäftigt, wo er Arbeiten für Lever Bros Pty Ltd. ausführte. Passmore studierte an der Julian Ashton Art School, wo er bis 1932 auch Schriftzugdesign lehrte. Am 19. Dezember 1925 heiratete er im methodistischen Pfarrhaus von Marrickville Muriel Roscoe; aus der Verbindung ging ein Sohn hervor. Das Paar trennte sich 1933, ließ die Ehe jedoch nie scheiden. Darauf zog Passmore nach England.
In London arbeitete er von 1933 bis 1939 und erneut von 1947 bis 1950 als Layouter bei Lintas Pty Ltd (Teil der Unilever Ltd). Ab 1934 besuchte Passmore Abendkurse bei Mark Gertler und Bernard Meninsky an der Westminster School of Art. Er war regelmäßig auf dem europäischen Festland unterwegs, wo er sich mit den Arbeiten von Rembrandt, Tintoretto, Cézanne und Picasso beschäftigte. Durch seine Tätigkeit bei Lintas schloss er enge Freundschaften, insbesondere mit dem britischen Maler Keith Vaughan und dem Artdirector Reg Jenkins, in dessen kleinem Landhaus in Suffolk Passmore 1940 lebte und malte. Im folgenden Jahr wurde er in die Royal Air Force zum Dienst im Zweiten Weltkrieg eingezogen.
Passmore kehrte 1951 nach Australien zurück und lehrte an der Kunstschule von Julian Ashton, wo der Maler John Olsen einer seiner Schüler war. 1954 lehrte er für achtzehn Monate am Newcastle Technical College in Newcastle (New South Wales). 1956 wechselte er an die National Art School, East Sydney Technical College. Er erhielt 1959 das Helena-Rubinstein-Reisestipendium und bereiste für zwölf Monate Europa.
Seine Malerei in den frühen 1950er Jahren war von seiner humanistischen Phase geprägt, wobei die Ufer- und Küstenstreifen von Sydney und die dort lebenden Menschen immer wiederkehrende Themen waren. Beeinflusst von Cézanne wandte sich Passmore dem Abstrakten Expressionismus zu. Zusammen mit Ian Fairweather und Godfrey Miller gilt er als einer der drei wichtigsten Maler Australiens, der  hoch im Ansehen seiner Kollegen stand. In Sydney stellte er regelmäßig mit der Society of Artists und der Sydney Group aus. Er nahm 1956 an der Ausstellung Direction 1 teil, deren Teilnehmer als Pioniere des Abstrakten Expressionismus in australischen Malere gelten. Passmore gilt als wegweisende Figur in der Kunstwelt Australiens der Nachkriegszeit. Er betreute die jüngere Generation von Künstlern wie John Firth-Smith, Ann Thomson und Keith Looby; unter seinen Schülern hatte er den Ruf eines „Gurus“. In dem Glauben, dass Künstler malen und weniger reden sollten, sagte er: „An erster Stelle steht das Malen, dann erst kommt die Freundschaft“.
Nachdem Passmore in den frühen 1960er Jahren einen leichten Herzinfarkt erlitten hatte, zog er sich aus der Öffentlichkeit zurück. Er trat 1962 von seinen Aufgaben am East Sydney Technical College zurück und verbrachte die letzten zwanzig Jahre seines Lebens als Einsiedler in Rushcutters Bay, einem Vorort im östlichen Teil Sydneys. In seinen letzten Wochen war Passmore in einem Heim für mittellose alte Männer untergebracht. Nach seinem Tod hinterließ er seine Frau und ihren gemeinsamen Sohn und wurde eingeäschert. In seinem Testament vom Mai 1984 machte er Elinor Wrobel zur alleinigen Treuhänderin des Passmore Trust, der 270 seiner Gemälde erhielt. Nach Angaben Wrobels war es ihr gelungen, Passmore davon zu überzeugen, seine Kunstwerke nicht vor seinem Tod zu verbrennen. Zusammen mit ihrem Ehemann Fred Wrobel eröffnete sie 2003 im Merryfield Hotel von Woolloomooloo ein Museum, in dem sie Passmores Werke der Öffentlichkeit zugänglich machten. Ihre Sammlung umfasst mehr als 1000 Kunstwerke von den 1840er Jahren bis in die Gegenwart.
Die Malerin Adelaide Perry hatte Passmore um 1933 porträtiert, das Werk befindet sich in der Art Gallery of New South Wales. Die Galerie organisierte 1985 eine Wanderausstellung mit einer Retrospektive seines Werks. Zudem war er mit William Dobell, Russell Drysdale, Sidney Nolan, Ian Fairweather und Lloyd Rees einer der zwanzig Künstler, deren Werke im Jahr 2000 in der Ausstellung Australian Icons in der Galerie gezeigt wurden. Seine Arbeiten sind Teil des Bestandes der National Gallery of Australia, aller australischen Staatsgalerien und vieler regionaler Galerien und Universitätssammlungen.

## Werke (Auswahl)
- Trees, 1945
- Portrait of Marjorie Jenkins, 1946
- Woman on Bed, 1955
- Lindsay Tye, Suffolk, 1945
- Summer, 1960
- Burragorang Valley, 1932
- Rose Landscape, Millers Point, 1952
- Urban Landscape, 1963
- Landscape with nude, 1940
- Up the orchard, 1946
- The Bathers, 1951
- Boys looking for bait, 1954
- Harbour view, 1952
- Figures and trees, 1946
- Boys by a waterhole, 1952